# 永井彦蔵
永井 彦蔵（ながい ひこぞう、1836年9月23日〈天保7年8月13日〉 - 没年不明）は、日本の商人（紙商）、資産家、政治家。族籍は兵庫県平民。

## 人物
播磨国姫路（現・兵庫県姫路市）生まれ。永井庄平の次男。1872年、家督を相続した。紙商を営み、営業税百円以上納めた。姫路米穀取引所理事、同監査役、播磨紡績取締役などを務めた。姫路市会議員を務め、市政刷新に尽力する所があった。住所は兵庫県姫路市東呉服町。

## 家族・親族
永井家
- 父・庄平（兵庫平民）[1]
- 長男・藤吉[1]（1871年 - ?、紙商[8]）
  - 同妻・こすが（1874年 - ?、兵庫、松岡宗七の三女）[1]
- 次男・庄蔵（1887年 - ?、分家）[1]
- 孫[1]